# São Francisco de Assis em Acilia (título cardinalício)
O título cardinalício de São Francisco de Assis em Acilia (em latim, S. Francisci Assisiensis in Acilia) que foi instituído em 21 de fevereiro de 2001 pelo Papa João Paulo II. É vinculado à Igreja de São Francisco de Assis em Acilia.

## Titulares
- Wilfrid Fox Napier, O.F.M. (2001 - atual)